# Батыр-Мумин
Батыр-Мумин (д/н — 895) — 6-й эльтебер волжских булгар в 882—895 годах.
Происходил из династии Дуло. Старший сын эльтебера Шилки. Сведений о его правлении мало. Считается, что в это время продолжался процесс исламизации знати, а также ослабления Хазарского каганата из-за поражений в войнах с Киевским государством и печенегами на протяжении 883—889 годов. Но уже к концу своего правления потерпел поражение от бэк-мелеха Нисси, снова признав власть хазар.
Его наследником стал младший брат Алмуш.